# Ronald Huth
Ronald Renato Huth Candia (Asunción, Paraguay, 30 de octubre de 1989) es un futbolista paraguayo. Juega de defensa central y su primer equipo fue Tacuary. Actualmente milita en el General Díaz de la Tercera División de Paraguay. Representó la selección paraguaya sub-20 en la Copa Mundial de Fútbol Sub-20 de 2009.

## Clubes
| Club                      | País       | Año        |
| ------------------------- | ---------- | ---------- |
| Tacuary                   | Paraguay   | 1999–2007  |
| Liverpool B               | Inglaterra | 2007–2009  |
| Vicenza                   | Italia     | 2009–2010  |
| Tacuary                   | Paraguay   | 2010–2011  |
| PAS Giannina              | Grecia     | 2011       |
| Sportivo Luqueño          | Paraguay   | 2012       |
| Tacuary                   | Paraguay   | 2012–2013  |
| Olimpia                   | Paraguay   | 2013–2014  |
| Blooming                  | Bolivia    | 2015       |
| Torquay United FC         | Inglaterra | 2016       |
| Nacional                  | Paraguay   | 2017       |
| Sarmiento de Resistencia  | Argentina  | 2017- 2019 |
| Club Atlético Boca Unidos | Argentina  | 2019       |
| General Díaz              | Paraguay   | 2024       |